# Capoquer
El capoquer (Ceiba pentandra) és un arbre tropical conreat per la seva fibra, el capoc.
L'arbre és originari de l'Amèrica central, on és conegut amb els noms de ceiba i kapok, i té una gran importància en la cultura i el folklore maies.

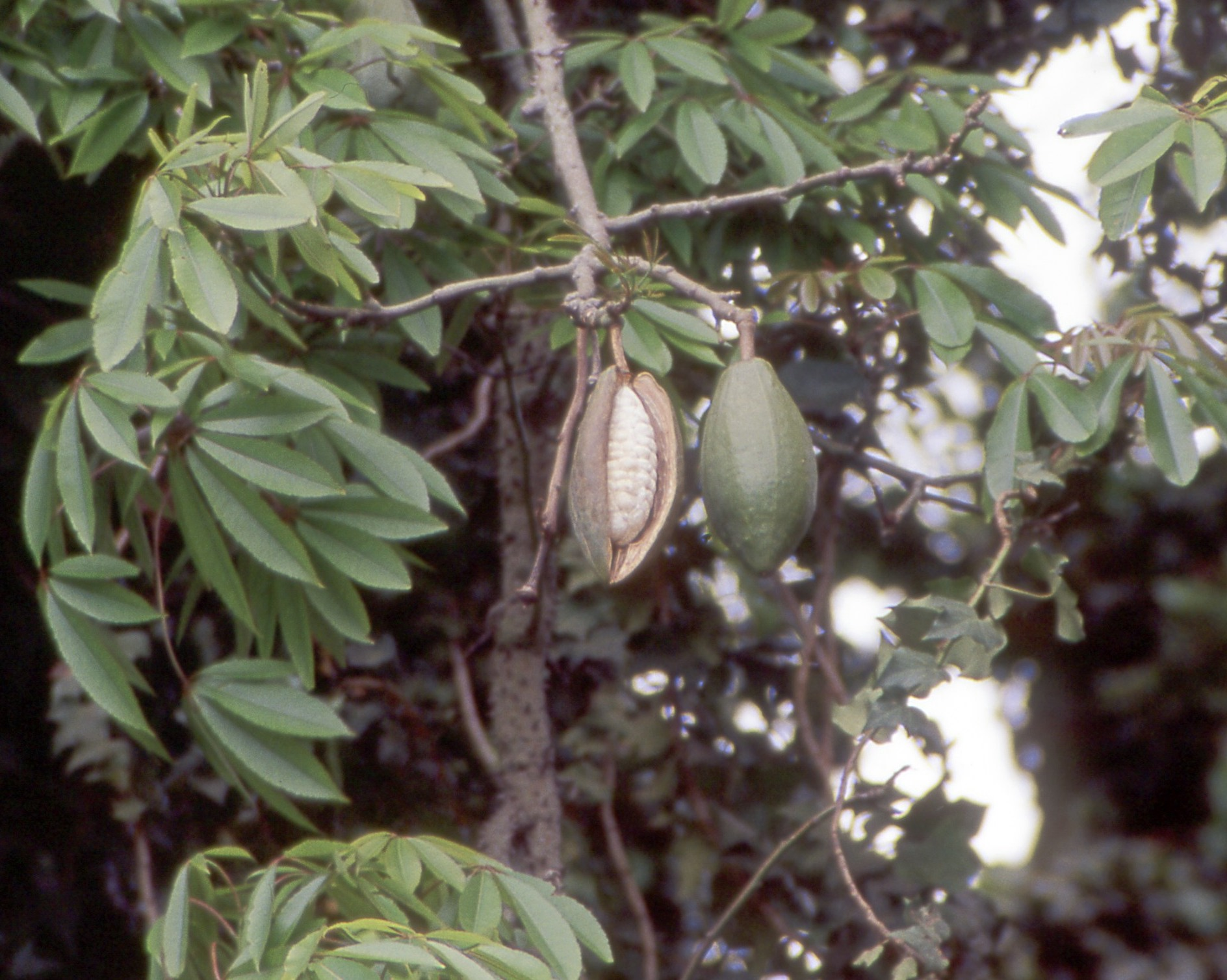
Fruit de capoquer mostrant la fibra

## Descripció
És un arbre gran, de 60 a 70 m d'alt. El tronc pot fer més de 3 metres de diàmetre. Té fulles compostes palmades de 5 a 9 folíols cadascú de fins a 20 cm de llarg. Els fruits, de 15 cm, tenen fibra a l'interior.
És conreat a l'Àsia, especialment a Java, Malàisia i arreu d'Indonèsia, però també a les Filipines i a l'Amèrica del Sud.
La ceiba és l'arbre nacional de Puerto Rico i de Guatemala.

## Característiques de la fibra
La seva és una fibra lleugera, resistent, altament inflamable i resistent a l'aigua. El capoc no es pot teixir, però serveix com a material per a omplir (coixins, matalassos, etc.) i com a aïllant.